# Ɛ̣
Cette page contient des caractères spéciaux ou non latins. S’ils s’affichent mal (▯, ?, etc.), consultez la page d’aide Unicode.
Ɛ̣ (minuscule : ɛ̣), appelé epsilon point souscrit ou E ouvert point souscrit, est un graphème utilisé en jabo écrit avec l’orthographe de George Herzog (en).
Il s’agit de la lettre latine epsilon diacritée d’un point souscrit.

## Utilisation
George Herzog (en) utilise ɔ̣ pour noter une voyelle mi-ouverte antérieure arrondie [ɛ] légèrement vélarisée et fermée dans la transcription du jabo.

## Représentations informatiques
Le E ouvert point souscrit peut être représenté avec les caractères Unicode suivants :
- décomposé (latin étendu B, Alphabet phonétique international, diacritiques) :

| formes    | représentations | chaînes de caractères | points de code | descriptions                                                |
| --------- | --------------- | --------------------- | -------------- | ----------------------------------------------------------- |
| majuscule | Ɛ̣               | Ɛ◌̣                    | U+0190 U+0323  | lettre majuscule latine e ouvert diacritique point souscrit |
| minuscule | ɛ̣               | ɛ◌̣                    | U+025B U+0323  | lettre minuscule latine e ouvert diacritique point souscrit |